# مسجد مشیر
مسجد مشیر مربوط به دورهٔ قاجار در شیراز به سفارش ابوالحسن خان مشیرالملک وزیر فارس در سال‌های ۱۲۶۵ تا ۱۲۷۴ ه‍.ق ساخته شده‌است. مسجد در خیابان قاآنی شمالی، در محلهٔ بازار ارامنه قرار دارد. این بنا در تاریخ ۲۵ اردیبهشت ۱۳۵۱ با شمارهٔ ثبت ۹۱۱ به‌عنوان یکی از آثار ملی ایران به ثبت رسیده‌است.

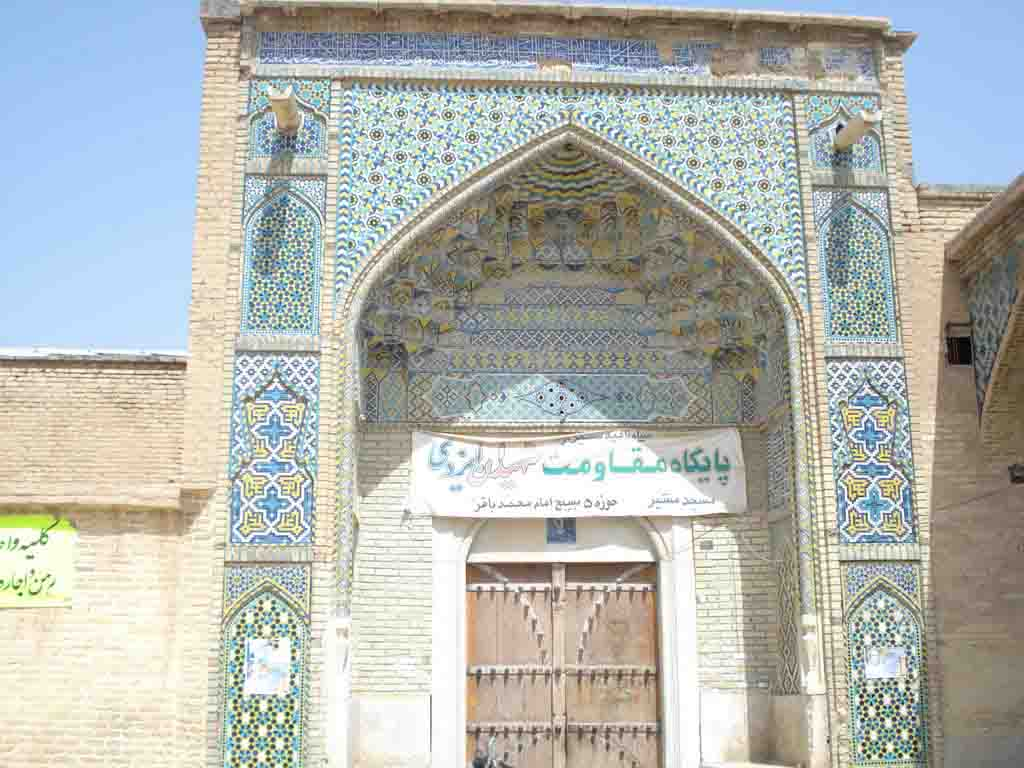

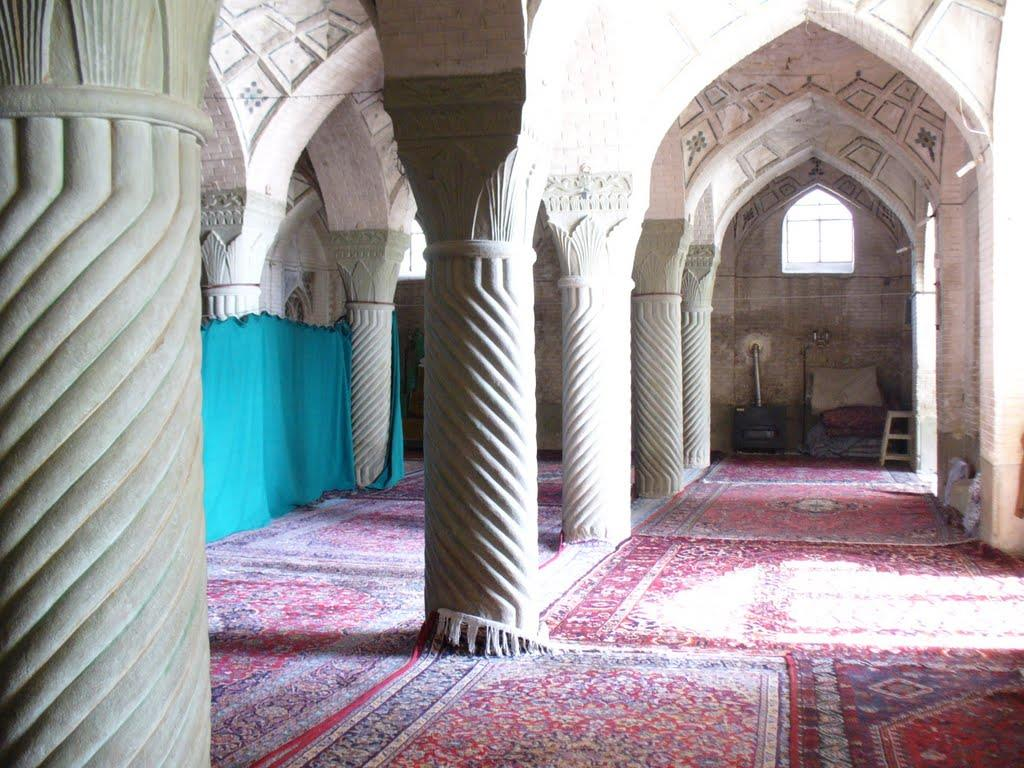
مسجد مشیر

## ساعت مسجد مشیر
کهن‌ترین ساعت شیراز در مسجد مشیر نصب شده‌است. در دوران قاجار دو ساعت برفراز بنای تاریخی و مذهبی در شیراز نصب گردید یکی در مسجد مشیر و دیگری در حرم شاهچراغ.
نوای زنگ ساعت مسجد مشیر بر فراز طاق غربی در میان تزیینات معرق و کاشی‌کاری دیگر به گوش نمی‌رسد. آن ساعت در انگلستان ساخته شده بود و به اصرار ابوالحسن خان مشیرالملک اعداد را به فارسی تغییر دادند.